# Stäv

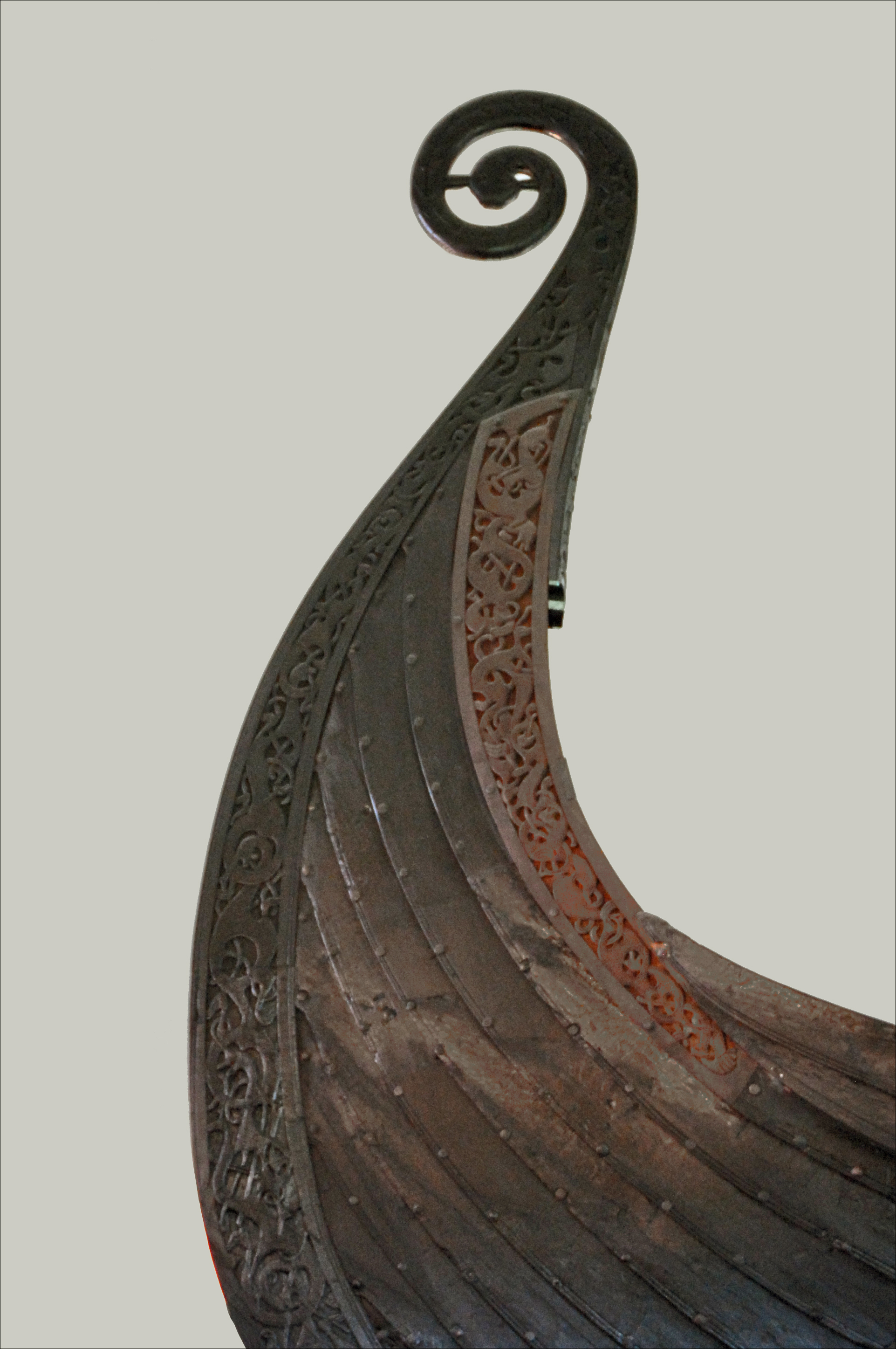
Förstäven (framstammen) på Osebergsskeppet.

Stäv (äldre stam) är inom nautisk terminologi gemensam beteckning för fartygs och båtars upprätta avslutningsstomme för- eller akteröver där bordläggningen är infäst, uppdelad i förstäv och akterstäv (alternativt framstam och bakstam). Stävarna är en fortsättning av kölen och tillsammans utgör de skrovets ytterlinje i profil. Infästning av borden sker genom spunning vid träbåtsbyggnad och genom svetsning vid skeppsbyggnad i metall.
Spetsgattad sägs en båt vara om  akterstäv och förstäv i vattenlinjen är spetsig. Tvärgattad och rundgattad är en båt eller ett fartyg som har en plan akterspegel respektive rundad aktersta del.

## Stam

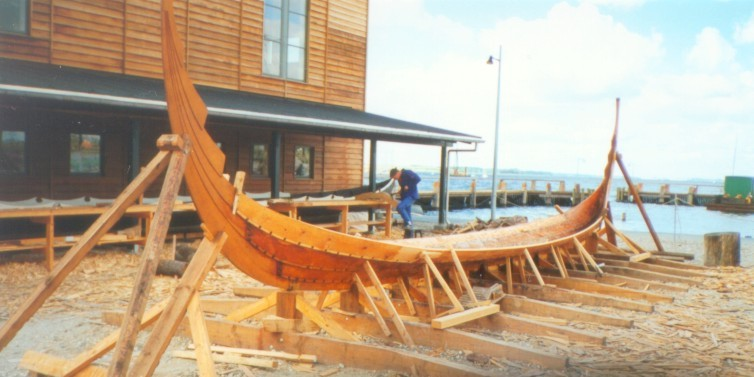
Skeppstammen av ett långskepp under konstruktion.

Hos äldre träskepp kallas stävarna för framstam och bakstam och bildar tillsammans med kölen det som kallas stammen (även skeppstammen, fornsvenska: skipstamn).
Svenska Akademiens ordbok ger förljande beskrivning:
| ” | om vardera av de två mer eller mindre böjda (ursprungligen av krokvuxna trädstammar tillverkade) trästycken som bildar kölens fortsättning för- respektive akteröver och vari ändarna av borden (bordläggningsplankorna) fastspikas; även i utvidgad användning, dels om vardera av de båda i var sin ände av en båt befintliga delar som består av en stam (i ovan angiven betydelse) jämte viss del av bordläggningen på ömse sidor om denna, dels om av sådan del avgränsat utrymme inuti en båt; | „ |
| – ”Stam sbst. 2”. Svenska Akademiens ordbok (SAOB). saob.se. 1986. https://www.saob.se/artikel/?unik=S_10817-0068.2K7U&pz=3. Läst 16 oktober 2023. | |   |

## Förstäv

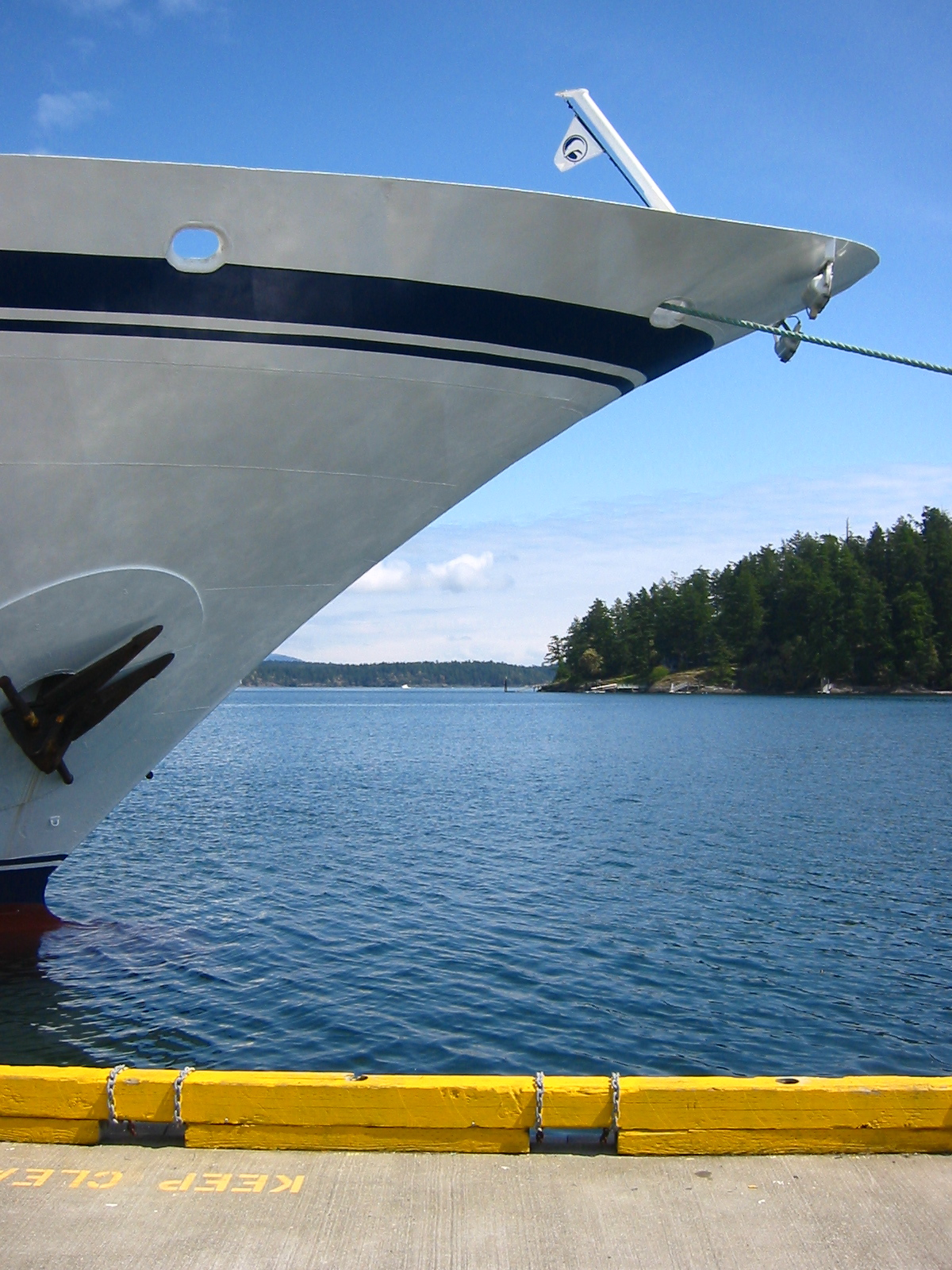
Förstäv

Förstäv (engelska: stem) är en förlängning av kölen uppåt vid fören på en båt eller ett fartyg.
Flera typer av stävar har egna namn. Rak stäv var under första hälften av 1900-talet vanligast på större fartyg. Bulbstäv har senare blivit vanligare på större, snabbgående fartyg. En förstäv som snabbt faller bakåt under vattenlinjen kallas Maierstäv. En liknande variant är isbrytarstäven, som är gjord för att fartyget skall glida upp på isen och krossa den med fartygets vikt. Klipperstäven användes i slutet av 1800-talet och början av 1900-talet på större snabbgående segel- och ångfartyg. På mindre båtar sitter ofta en konvex stäv. På krigsfartyg förekom tidigare även paravanstäv och rammstäv i de fall fartygen hade en ramm.

## Akterstäv
Akterstäv (engelska: sternpost) är den konstruktion som avslutar en båt eller ett fartyg akteröver. Akterstäven förenar fartygssidorna, som här löper samman. På stålfartyg ligger den egentliga akterstäven nästan helt under vattenlinjen på skrovet, medan träfartyg har en akterstäv från köl till däck. 
Maskindrivna fartygs akterstäv konstrueras med hänsyn tagen till det antal propellrar den är utrustad med, och deras placering. På fartyg med en propeller bildar vanligen akterstäven en ram kring propellern, vars främre del kallas propellerstäv, där en ansvällning med ett hål för propelleraxelhylsan anbringas och vars bakre del kallas roderstäv. Dessa förbinds med varandra med en så kallad skädda. 
Balans- och frihängande roder utförs utan roderstäv, men ofta stöds balansroder genom en rodertapp i ett lager i en med propellerstäven förbunden skädda. Fartyg utan propeller, med två propellrar eller med vid sidan om medelplanet placerad propeller har en akterstäv bestående av endast roderstäv, där balans eller frihängande roder inte förekommer. Vid fritt roder utgör akterstäven endast den avslutande byggnadsdelen. 